# Liste der Baudenkmäler in Hattenhofen (Bayern)
Auf dieser Seite sind die Baudenkmäler in der oberbayerischen Gemeinde Hattenhofen zusammengestellt. Diese Tabelle ist eine Teilliste der Liste der Baudenkmäler in Bayern. Grundlage ist die Bayerische Denkmalliste, die auf Basis des Bayerischen Denkmalschutzgesetzes vom 1. Oktober 1973 erstmals erstellt wurde und seither durch das Bayerische Landesamt für Denkmalpflege geführt wird. Die folgenden Angaben ersetzen nicht die rechtsverbindliche Auskunft der Denkmalschutzbehörde.

## Baudenkmäler nach Ortsteilen

### Hattenhofen
| Lage                     | Objekt                                       | Beschreibung | Akten-Nr.             | Bild           |
| ------------------------ | -------------------------------------------- | --- | --------------------- | -------------- |
| Hauptstraße 4 (Standort) | Pfarrhaus                                    | zweigeschossiger kubischer Walmdachbau mit Eckrustika im Stil des reduzierten Historismus, von Balthasar Hafenmeier, 1915 | D-1-79-128-2 Wikidata | weitere Bilder |
| Schloßgasse (Standort)   | Katholische Kuratiekirche St. Johann Baptist | gotischer Saalbau mit eingezogenem Polygonalchor und nördlichem Flankenturm mit Zwiebelhaube, frühes 14. Jahrhundert, im 18. Jahrhundert barockisiert; mit Ausstattung; Friedhofseinfriedung, schmiedeeisern, Ende 19. Jahrhundert | D-1-79-128-1          | weitere Bilder |

### Haspelmoor
| Lage                        | Objekt    | Beschreibung | Akten-Nr.             | Bild           |
| --------------------------- | --------- | --- | --------------------- | -------------- |
| Bahnhofstraße 3 (Standort)  | Mietshaus | zweigeschossiger unverputzter Backsteinbau mit Satteldach und Geschossgliederung, letztes Viertel 19. Jahrhundert                                                                   | D-1-79-128-3 Wikidata | weitere Bilder |
| Bahnhofstraße 18 (Standort) | Wohnhaus  | kleines eingeschossiges Fachwerkhaus mit Kniestock und Satteldach, an der Südseite verschalter Balkon, 1907; Nebengebäude, erdgeschossiger Fachwerkbau mit Satteldach, gleichzeitig | D-1-79-128-4 Wikidata | BW             |